# تی‌اس‌ام‌وی شانکلین
تی‌اس‌ام‌وی شانکلین (به انگلیسی: TSMV Shanklin) یک کشتی بود که طول آن ۲۰۰ فوت (۶۱ متر) بود. این کشتی در سال ۱۹۵۱ ساخته شد.